# Nespresso
A Nespresso a svájci Nestlé élelmiszeripari vállalat márkaneve, illetve védjegye. A Nespresso kávéfőzők eszpresszókávét készítenek kávékapszulákból, de a tejhabosítóval ellátott gépekkel tejes kávékat is lehet készíteni.
A vállalat az „AAA Sustainable Quality” programon keresztül, 14 országban több mint 110 000 kávétermelő farmerrel dolgozik együtt azért, hogy fenntarthatósággal kapcsolatos gyakorlatokat vezessenek be a farmokon és a környező területeken egyaránt. A 'The Rainforest Alliance'-szel 2003-ban közösen indított program segít abban, hogy a betakarítás minőségét és a hozamot javítsák, folyamatosan biztosítsák a fenntartható forrásból származó magas minőségű kávékínálatot, valamint segítsék a farmerek és közösségük megélhetését.

## Története
Éric Favre, a Nestlé alkalmazottja 1976-ban találta fel és szabadalmaztatta a Nespresso rendszert. A manapság a TV-ben futó reklámjaiban George Clooney-t láthatjuk.
A Nespresso története több mint 30 évvel ezelőtt egy egyszerű, de forradalmian újszerű ötlettel kezdődött, aminek alapgondolatát az olasz Luigi Bezzera által feltalált espresso kávégép adta, amelynek hála később a baristák képesek voltak egyenletesen és gyorsan, crema-réteggel borított kávét, espressót készíteni. A Nespresso kapszulás kávégépei is erre az ötletre építenek, és lehetővé teszik, hogy mindenki otthon élvezhesse a minőségi kávézás élményét. A légmentesen lezárt alumínium kapszulák tökéletesen megőrzik a magas minőségű kávé aromáit, megvédik a kávét az oxidációtól, fénytől és nedvességtől – emellett újrahasznosíthatók.

## A kávéfőzők
A Nespresso kávéfőzőket a Nespresso mellett számos forgalmazó kínál, Magyarországon például a Krups és a De Longhi. Legnépszerűbb típusok: Essenza Mini, Inissia, Pixie, Citiz, Citiz&Milk, Lattissima One, Lattissima Touch, Nespresso Atelier, Creatista.

## A kapszulák

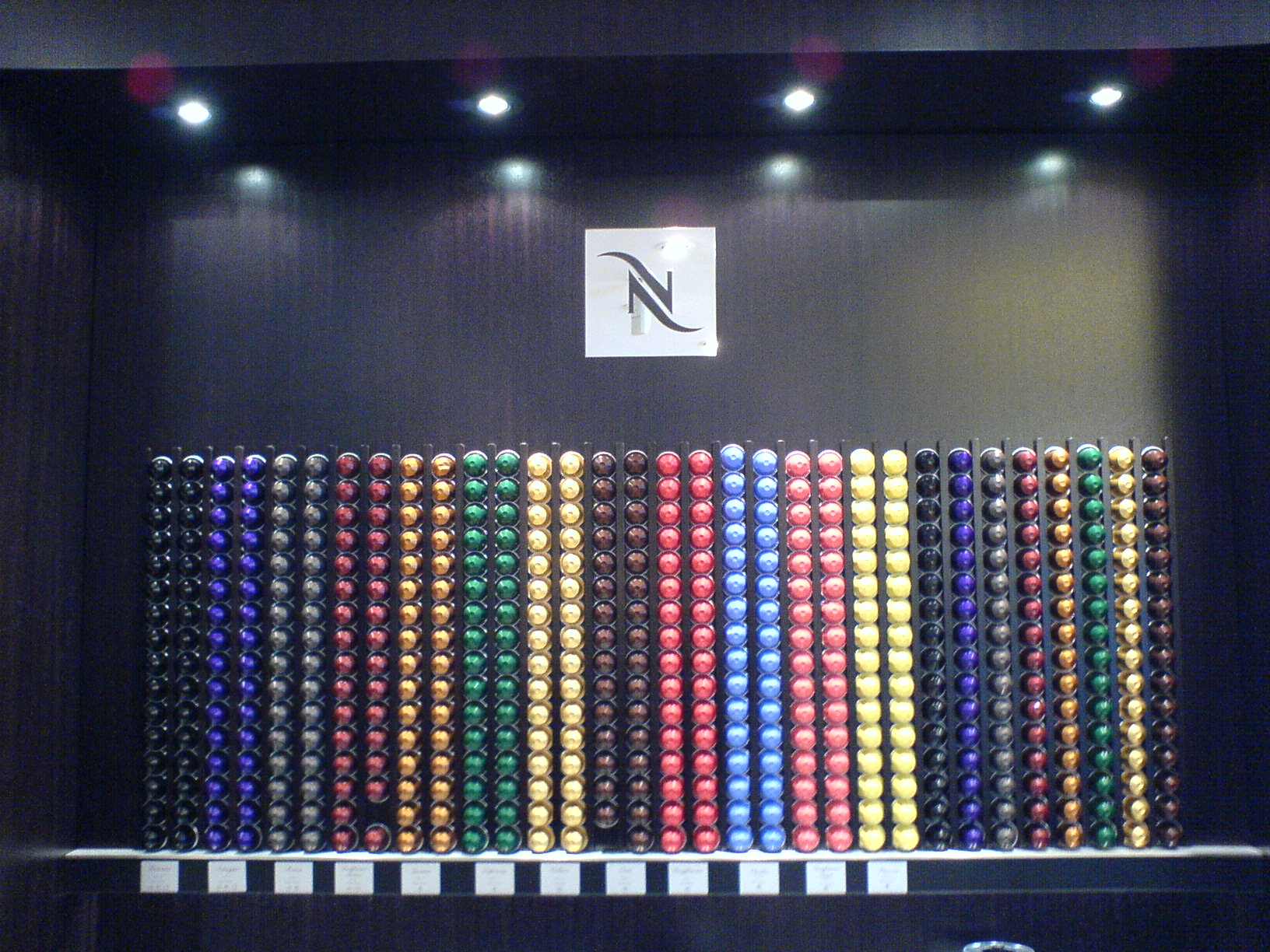
Nespresso kapszulák

A Nespresso kávékapszulákat kizárólag a Nespresso saját csatornáin lehet megvásárolni: a Nespresso Boutique nevű saját üzleteiben és a www.nespresso.com/hu/hu weboldalon keresztül. A kapszulák 5-6 gramm őrölt kávét tartalmaznak és egy csésze kávé főzhető azokból.
A Nespresso állandó kínálatában 28 féle kapszula található, ezen kívül több alkalommal limitált kiadású kapszulát kínálnak, továbbá karácsonykor ízesített kávékkal lepi meg azokat, akik valami különlegesre vágynak. Az egyes kávék mellett zárójelben azok ízintenzitása szerepel. Minél intenzívebb, annál erősebb a kávészemek pörkölése, a kávé testessége és keserűsége. A kávé koffeintartalmát az intenzitás nem fejezi ki.
Az alumínium kapszulákat a Nespresso saját újrahasznosítási rendszerén keresztül gyűjti vissza és hasznosítja újra, amely Magyarországon 2012 óta elérhető. (https://www.nespresso.com/hu/hu/kapszula-ujrahasznositas) A kapszulákat le lehet adni a Nespresso Boutique-okban vagy online rendeléskor visszaküldhetőek a futárszolgálattal.

## Külső hivatkozások
- Nespresso website (Adobe Flash) Nespresso Kapslar
- https://www.nespresso.com/hu/hu/kapszula-ujrahasznositas
- https://www.nespresso.com/hu/hu/our-choices